# Zanzibár uralkodóinak listája
Az alábbi lista a Zanzibári Szultánság uralkodóit tartalmazza.
| Uralkodó                          | Uralkodott                          | Megjegyzés                                                 |
| --------------------------------- | ----------------------------------- | ---------------------------------------------------------- |
| Mádzsid (*1834)                   | sz.: 1856, †1870. október 7.        | II. Szaíd ománi szultán (1790–1856) fia.                   |
| Bargas (*1837)                    | sz.: 1870, †1888. március 26.       | Mádzsid fivére.                                            |
| I. Halífa (*1852)                 | sz.: 1888, †1890. február 23.       | Mádzsid és Bargas fivére.                                  |
| I. Ali (*1854)                    | sz.: 1890, †1893. március 5.        | Mádzsid, Bargas és I. Halífa fivére.                       |
| Hamad (*1857)                     | sz.: 1893, †1896. augusztus 25.     | Szuvajni ománi szultán (1821–1866) fia, I. Ali unokaöccse. |
| Hálid (*1874)                     | sz.: 1896-ban, †1927                | Bargas fia.                                                |
| Hamúd (*1853)                     | sz.: 1896, †1902. július 18.        | I. Ali unokaöccse.                                         |
| II. Ali (*1884. június 7.)        | sz.: 1902–1911, †1918. december 20. | Hamúd fia.                                                 |
| II. Halífa (*1879. augusztus 26.) | sz.: 1911, †1960. október 9.        | Szuvajni ománi szultán unokája.                            |
| Abdulláh (*1910. február 12.)     | sz.: 1960, †1963. július 1.         | II. Halífa fia.                                            |
| Dzsamsíd (*1929. szeptember 16.)  | sz.: 1963–1964                      | Abdulláh fia.                                              |

## Fordítás
- Ez a szócikk részben vagy egészben  a   List of Sultans of Zanzibar című angol Wikipédia-szócikk fordításán alapul.  Az eredeti cikk szerkesztőit annak laptörténete sorolja fel. Ez a jelzés csupán a megfogalmazás eredetét és a szerzői jogokat jelzi, nem szolgál a cikkben szereplő információk forrásmegjelöléseként.